# Into the light (Gandalf)
Into the light is een studioalbum van Gandalf. Voorgaande muziekalbums, die Gandalf voor het platenlabel Satvva Music uitbracht, gingen gepaard met een motto. Dit album moest het zonder motto doen. De titel van het album kreeg was dan ook niet afkomstig van Gandalf, maar van Satvvadirecteur Oliver Shanti. Het album werd opgenomen gedurende 1998 in de eigen geluidsstudio van de Oostenrijker, Seagull Music.

## Musici
- Gandalf – alle muziekinstrumenten behalve
- 4Xang – vokaal ensemble op track 1
- Peter Aschenbrenner – dwarsfluit, sopraansaxofoon op track 1 en 5
- Romana Wolf – zang op track 1
- Christian Strobl – darboeka op track 1 en 5
- Dhafer Youssef – zang op track 5
- Manuel Rigoni – djembe en percussie op track 5

## Muziek
| Nr. | Titel                              | Duur |
| --- | ---------------------------------- | ---- |
| 1.  | Titaptawa                          | 5:13 |
| 2.  | Mystical morning (part 1)          | 3:32 |
| 3.  | Mystical morning (part 2)          | 4:37 |
| 4.  | The healing source                 | 4:21 |
| 5.  | New horizons                       | 6:21 |
| 6.  | Shining light (part 1)             | 6:01 |
| 7.  | Over the hills, across the fields  | 5;16 |
| 8.  | Wandering in de gardens of God     | 7:38 |
| 9.  | Shining light (part 2)             | 2:45 |
| 10. | Peaceful heart                     | 4:24 |
| 11. | A seagull’s tale                   | 6:34 |
| 12. | Blossoms unfolding                 | 4:40 |
| 13. | Higher than birds can fly (part 1) | 4:16 |
| 14. | Higher than birds can fly (part 2) | 4:49 |
| 15. | Under a starry sky                 | 3:45 |